# Addis (Luisiana)
Addis es un pueblo ubicado en la parroquia de West Baton Rouge en el estado estadounidense de Luisiana. En el Censo de 2010 tenía una población de 3593 habitantes y una densidad poblacional de 329,36 personas por km².

## Geografía
Addis se encuentra ubicado en las coordenadas 30°21′55″N 91°15′55″O / 30.36528, -91.26528. Según la Oficina del Censo de los Estados Unidos, Addis tiene una superficie total de 10.91 km², de la cual 10.89 km² corresponden a tierra firme y (0.19%) 0.02 km² es agua.

## Demografía
Según el censo de 2010, había 3593 personas residiendo en Addis. La densidad de población era de 329,36 hab./km². De los 3593 habitantes, Addis estaba compuesto por el 69.11% blancos, el 28.44% eran afroamericanos, el 0.17% eran amerindios, el 0.75% eran asiáticos, el 0% eran isleños del Pacífico, el 0.5% eran de otras razas y el 1.03% pertenecían a dos o más razas. Del total de la población el 1.84% eran hispanos o latinos de cualquier raza.